# SD-6
SD-6 is een fictieve criminele organisatie in de Amerikaanse televisieserie Alias.

## Organisatie
Het hoofdkwartier van SD-6 bevindt zich in Los Angeles, in het gebouw van de bank "Credit Dauphine". De toegang gebeurt via een speciale lift naar een sublevel van het gebouw. Iedere persoon die binnenkomt wordt biometrisch gescand.
De doelstelling van SD-6 is het terughalen en het onderzoeken van militaire en industriële inlichtingen om de overmacht en veiligheid van de Verenigde Staten te verzekeren. SD-6 doet zich voor als een tak van de CIA maar in werkelijkheid is het een onderafdeling van de "Alliantie van Twaalf", de vijand van de CIA en de Verenigde Staten, en houdt zich vooral bezig met spionage, afpersing en wapenhandel. Veel werknemers van SD-6 denken dat het een geheime afdeling is van de CIA, maar slechts een paar mensen kennen de waarheid en zijn dubbelagenten zoals Sydney en Jack Bristow.
SD-6 heeft een interne veiligheidsgroep die personen onderzoekt en elimineert als ze weten van het bestaan van SD-6. Zo werd Sydney's verloofde Danny vermoord door de interne veiligheidsgroep omdat Sydney hem had verteld dat ze voor SD-6 werkte, toen ze nog dacht dat het deel uitmaakte van de CIA.

## Alliantie van Twaalf
SD-6 maakt deel uit van de "Alliantie van Twaalf", met 12 afdelingen van SD-1 tot SD-12. SD staat voor Section Disparue (verdwenen afdeling). De twaalf afdelingen zijn verspreid over de hele wereld: SD-1 in Berlijn, SD-2 in Parijs, SD-3 in Athene, SD-4 in Rome, SD-5 in Tripoli, SD-6 in Los Angeles, SD-7 in Peking, SD-8 in Madrid, SD-9 in Londen, SD-10 in Seoel, SD-11 in Tokio en SD-12 in Zürich. 
Aan het hoofd van SD-6 staat Arvin Sloane (Ron Rifkin). De directeur van SD-9 is Edward Poole (Roger Moore) en van SD-2 Jean Briault (Castulo Guerra).